# إف إم تاونز مارتي

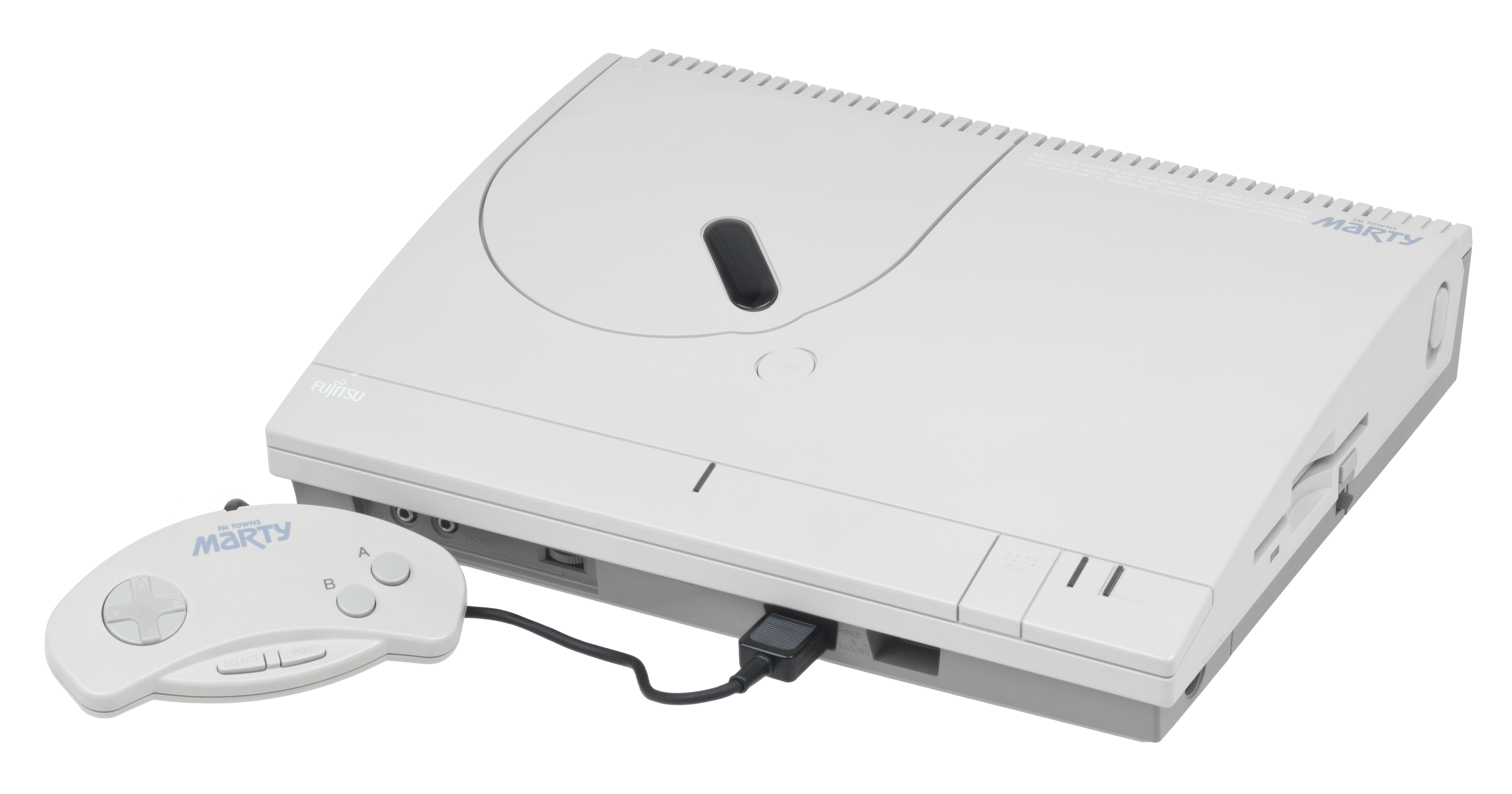
جهاز الحاسوب إف إم تاونز مارتي

إف إم تاونز مارتي (بالإنجليزية: FM Towns Marty)‏ (باليابانية: エフエムタウンズマーティー) ، هو نظام الحاسوب المخصص لألعاب الكمبيوتر من شركة فوجيتسو اليابانية، صدر في اليابان بتاريخ 20 فبراير سنة 1993م، وأعلن حله عام 1995م.

## وصلات خارجية
- tripod.com/~faberp/: General information and pictures
- consoledatabase.com: Console Database entry
- nfggames.com: FM Towns Marty Disassembly
- gamesx.com: FM Towns Controller Connector
- xe-emulator.com: Xe, an emulator collection - domain appears to be squatted
- gamescollection.it: Fm Towns Marty games database